# Сакмарська сільська рада (Сакмарський район)
Сакма́рська сільська рада (рос. Сакмарский сельский совет) — сільське поселення у складі Сакмарського району Оренбурзької області Росії.
Адміністративний центр — село Сакмара.

## Населення
Населення — 4999 осіб (2019; 5068 в 2010, 4663 у 2002).

## Склад
До складу сільської ради входять:
| Населений пункт | Населення, осіб (2002) | Населення, осіб (2010) |
| --------------- | ---------------------- | ---------------------- |
| Рибхоз, село    | 43                     | 38                     |
| Сакмара, село   | 4620                   | 5030                   |